# Thomas Hooyberghs
Thomas Hooyberghs (Arendonk, 26 juli 1996) is een Belgisch voetballer die als doelman voor KFC De Kempen Tielen-Lichtaart speelt.

## Carrière
Thomas Hooyberghs speelde in de jeugd van KFC Verbroedering Arendonk, KFC Dessel Sport, PSV en Club Brugge. In het seizoen 2013/14 zat hij voor Jong PSV één wedstrijd op de bank in de Eerste divisie, dit was op 21 maart 2014 tegen FC Volendam. In 2017 vertrok hij van Club Brugge naar FC Eindhoven, waar hij op 6 oktober 2017 in het betaald voetbal debuteerde. Hij begon in de met 4-3 verloren uitwedstrijd tegen FC Dordrecht in de basis, omdat eerste keeper Ruud Swinkels vanwege privé-omstandigheden ontbrak. In de zomer van 2018 is zijn contract bij FC Eindhoven niet verlengd. Thomas heeft zijn carrière voortgezet bij VV DBS in de Derde Klasse. Sinds 2020 speelt hij voor KFC De Kempen.

### Statistieken
| Seizoen                         | Club           | Land           | Competitie     | Competitie | Competitie | Beker | Beker | Totaal | Totaal |
| Seizoen                         | Club           | Land           | Competitie     | Wed.       | Dlp.       | Wed.  | Dlp.  | Wed.   | Dlp.   |
| ------------------------------- | -------------- | -------------- | -------------- | ---------- | ---------- | ----- | ----- | ------ | ------ |
| 2013/14                         | Jong PSV       | Nederland      | Eerste divisie | 0          | 0          | –     | –     | 0      | 0      |
| 2017/18                         | FC Eindhoven   | Nederland      | Eerste divisie | 15         | 0          | 0     | 0     | 15     | 0      |
| Carrièretotaal                  | Carrièretotaal | Carrièretotaal | Carrièretotaal | 15         | 0          | 0     | 0     | 15     | 0      |
| Bijgewerkt op 19 september 2018 |                |                |                |            |            |       |       |        |        |